# Phlogophora latilinea
Phlogophora latilinea là một loài bướm đêm trong họ Noctuidae.